# Valeri Kamenski
Pour les articles homonymes, voir Kamenski.
Temple de la renommée de l'IIHF : 2016
Temple de la renommée russe : 2014
Valeri Viktorovitch Kamenski - en russe : Валерий Викторович Каменский - (né le 18 avril 1966 à Voskressensk en République socialiste fédérative soviétique de Russie), est un joueur professionnel russe de hockey sur glace devenu dirigeant. Il évolue au poste d'ailier. Formé au Khimik Voskressensk, il a dominé l'Europe et l'URSS avec le HK CSKA Moscou. International soviétique, il a été champion du monde et olympique. Au soutien de ses leaders offensifs Joe Sakic et Peter Forsberg, il a remporté la Coupe Stanley en 1996 avec l'Avalanche du Colorado ce qui lui a permis d'intégrer le Club Triple Or.

## Biographie

### Le Khimik: la marque Epchteïn
Kamenski a commencé le hockey sur glace à l'âge de sept ans dans sa ville natale située dans l'oblast de Moscou. Formé au Khimik par Nikolaï Semionovitch Epchteïn entraîneur des jeunes et fondateur du club, il commence sa carrière en senior en 1982 avec le Khimik Voskressensk entraîné par Valeri Vassiliev et joue son premier match à seize ans dans le championnat d'URSS contre le HK Dinamo Moscou. Ses partenaires de ligne sont Sergueï Odintsov et Sergueï Karpov. Il joue cinq matchs et côtoie d'autres jeunes joueurs prometteurs comme Dmitri Kvartalnov, Guerman Titov et Andreï Lomakine. Dans un championnat dominé par le HK CSKA Moscou, le Khimik termine huitième.
Le Khimik termine troisième de la saison 1983-1984 derrière le CSKA et le Spartak Moscou. Kamenski marque deux buts et autant d'aides en vingt rencontres. Sa première compétition officielle en équipe d'URSS est le champion d'Europe junior 1984 remporté en Allemagne de l'Ouest.
En 1984-1985, le Khimik conclut son parcours à la sixième place dans un effectif intégré par l'espoir Valeri Zelepoukine. Kamenski marque neuf buts et douze points en quarante cinq matchs. Kamenski marque quatre points dont la moitié de buts lors du championnat du monde junior 1985, le Canada et la Tchécoslovaquie devancent les soviétiques emmenés par Aleksandr Semak. Le travail de formation du Khimik est reconnu puisque le club de l'armée, le CSKA Moscou vient recruter Kamenski ainsi son coéquipier Aleksandr Tchiornykh.

### Le CSKA Moscou

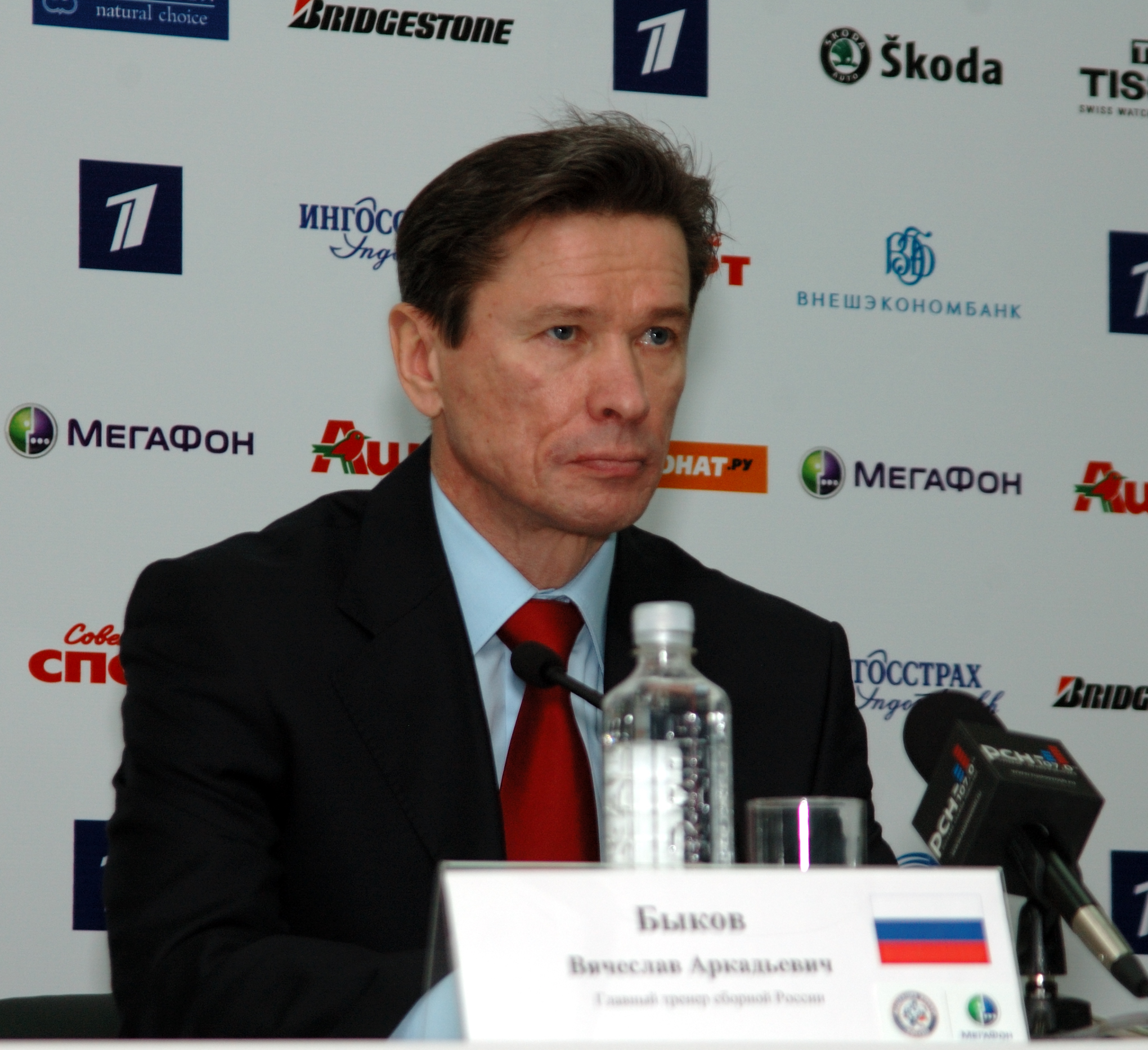
Viatcheslav Bykov est le partenaire de ligne de Kamenski et d'Andreï Khomoutov au HK CSKA Moscou.

Emmené par la ligne KLM composée de Vladimir Kroutov, Sergueï Makarov et Igor Larionov (formé au Khimik), le club de l'armée remporte la Coupe d'Europe 1985-1986 et le championnat 1986. Aleksandr Zybine et Nikolaï Drodzetski jouent régulièrement avec le natif de Voskressensk. Kamenski améliore ses statistiques en championnat avec quinze buts et vingt-quatre points lors de sa première saison avec le CSKA.
Durant la saison, Kamenski dispute le championnat du monde junior 1986. L'URSS décroche le titre de championne du monde junior. Kamenski est partenaire de ligne d'Igor Viazmikine et Vladimir Konstantinov. Il termine troisième pointeur du tournoi avec sept buts et treize points. Les canadiens Shayne Corson et Joe Murphy accumulent quatorze points.
Kamenski honore sa première sélection senior et marque son premier but le 10 février 1986 lors d'un match amical à Karlskoga contre la Suède remporté 7-4. Viktor Tikhonov le sélectionne ensuite pour le championnat du monde 1986 où l'équipe remporte l'or. Kamenski marque deux buts en neuf rencontres.
En 1986-1987, le CSKA réalise un deuxième doublé en sortant vainqueur de la Coupe d'Europe 1986-1987 et du championnat. Kamenski marque vingt-et-un points lors de sa deuxième saison.
Quelque temps avant le Rendez-Vous '87, les problèmes de dos d'Aleksandr Guerassimov obligent l'entraîneur du CSKA et sélectionneur de l'équipe d'URSS, Viktor Vassilievitch Tikhonov à modifier ses lignes. Kamenski prend ainsi sa place aux côtés d'Andreï Khomoutov et du centre Viatcheslav Bykov. Lors du championnat du monde 1987, l'URSS prend la médaille d'argent derrière la Suède. L'attaquant confirme ses progrès avec huit points dont cinq buts en dix matchs.
Lors de la saison 1987-1988, Kamenski participe à la Coupe Canada 1987. Les Soviétiques s'inclinent deux manches à une contre les Canadiens de Mario Lemieux et Wayne Gretzky. Kamenski marque six buts en plus d'une aide.
Le CSKA réalise un triplé avec la Coupe d'URSS, le championnat et la Coupe d'Europe. La saison est prolifique pour Kamenski avec quarante-six points en cinquante-et-un affrontements. Avec vingt-six buts, il est le deuxième buteur de l'équipe à trois longueurs de Khomoutov. Kamenski est choisi au cours du repêchage d'entrée 1988 dans la Ligue nationale de hockey par les Nordiques de Québec en septième ronde, en cent-quatre-vingt-neuvième position.
Il est sélectionné pour les Jeux olympiques d'hiver de Calgary en 1988. L'URSS remporte la médaille d'or. Vladimir Kroutov est le meilleur buteur soviétique avec six filets devant Kamenski, Fetissov et Larionov qui ont marqué chacun quatre buts.
Kamenski est admis au temple de la renommée du hockey soviétique en 1988.
Le club de l'armée remporte un nouveau titre de champion d'URSS en 1988-1989. Kamenski inscrit vingt-huit points en quarante parties. S'il termine deuxième pointeur du tournoi final de la Coupe d'Europe 1988-1989 derrière Makarov, il est nommé meilleur attaquant de l'épreuve. Le CSKA l'emporte juste devant le HC Košice qui compte le même nombre de points au classement. Lors des mondiaux 1989, il est l'auteur de quatre buts et le même nombre d'assistances. L'URSS est titrée, il s'agit de la troisième médaille d'or pour Kamenski.

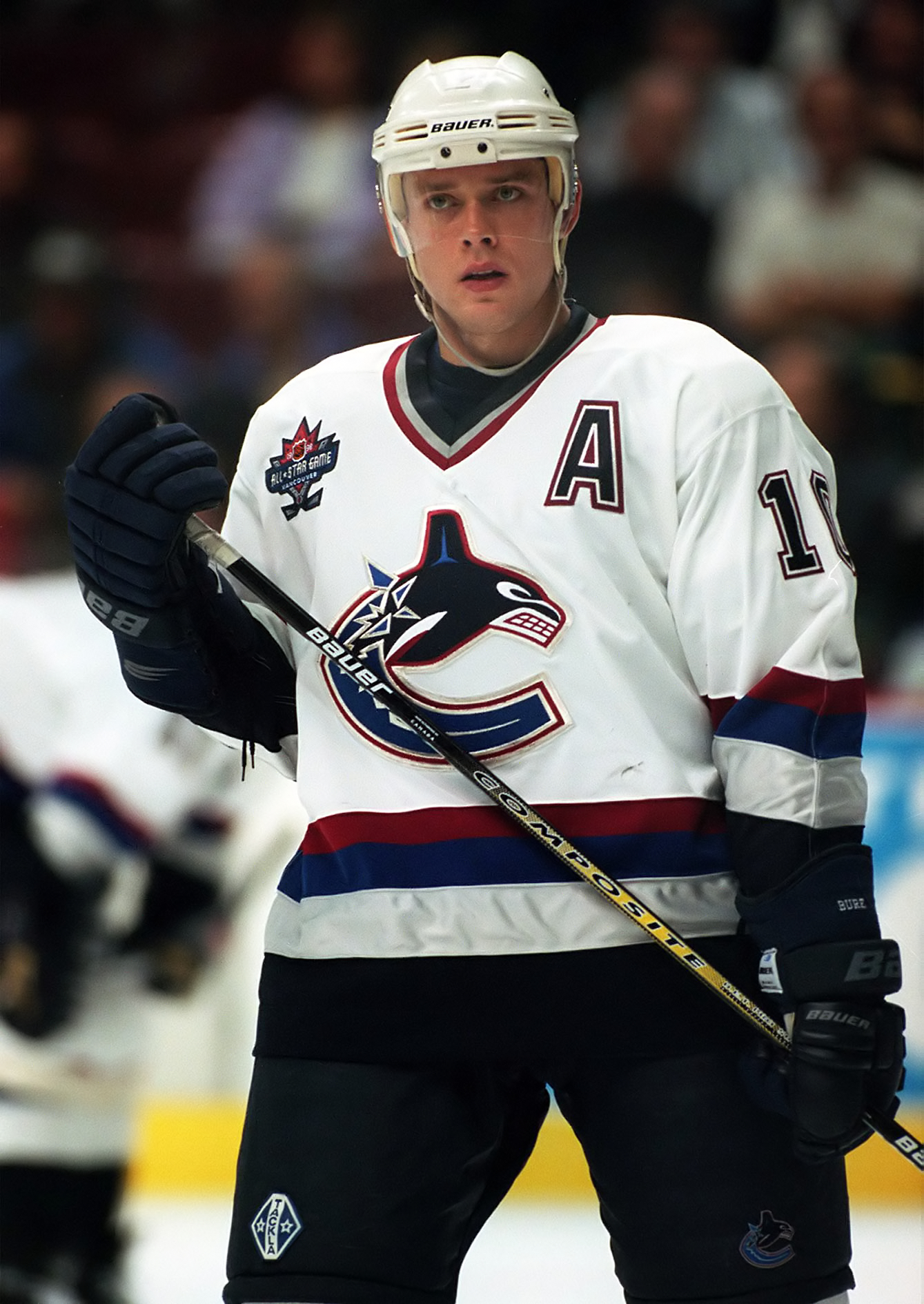
Pavel Boure (sous le maillot de Vancouver) coéquipier de Kamenski au HK CSKA Moscou et en sélection nationale.

En 1989-1990, l'Europe et l'URSS sont à nouveau dominées par les hommes de Tikhonov malgré les départs pour la LNH des joueurs de la ligne KLM, ainsi que ceux de Viatcheslav Fetissov et d'Alekseï Kassatonov qui affaiblissent l'équipe. La ligne Khomoutov - Bykov - Kamenski est le moteur offensif de l'équipe. Kamenski marque trente sept points en championnat. Il ajoute donc une cinquième Coupe d'Europe à son palmarès. Pavel Boure termine meilleur pointeur du tournoi final et Kamenski est troisième avec quatre points.
En 1990, la ligne du CSKA qu'il forme avec Bykov et Khomoutov est le premier trio offensif soviétique qui remporte un nouveau titre mondial. Kamenski marque neuf points en dix matchs.
Puis, Kamenski est nommé Premier Lieutenant dans l'armée rouge.
Durant l'intersaison, Khomoutov et Bykov signent à Fribourg-Gottéron. Pour la saison 1990-1991,Viatcheslav Boutsaïev et Pavel Boure deviennent alors les partenaires de ligne de Kamenski. Avec 69 buts, elle est la ligne la plus productive au niveau national. Les statistiques de Kamenski sont de vingt-six buts et quarante-six points. Kamenski est élu meilleur joueur de la ligue devant Boure et les deux coéquipiers sont élus dans l'équipe type. Le CSKA est détrôné et termine deuxième du championnat derrière le Dinamo Moscou en 1991.
Pendant le mondial 1991, la Suède et le Canada devancent sur le podium l'URSS. Kamenski inscrit onze points dont six buts. Il est devancé par le Finlandais Jari Kurri, quatorze points et le Suédois Mats Sundin, douze points. Il a représenté l'URSS jusqu'au 15 août 1991. Il a été sélectionné à cent-soixante-quatre reprises sous le maillot soviétique y inscrivant quatre-vingt-un buts en comptant les matchs amicaux. En compétitions officielles où sont comptabilisés les mondiaux, les Jeux olympiques et la Coupe Canada, son total de sélections est de cinquante-six matchs pour quarante points.

### Les Nordiques de Québec
Avant le début de la saison 1991-1992, Kamenski part en Amérique du Nord mais doit patienter avant d'intégrer l'effectif des Nordiques de Québec. En effet, Kamenski se fracture la jambe lors d'un match préparatoire pour la Coupe Canada 1991. Mike Hough est le capitaine de l'équipe entraînée brièvement par Dave Chambers puis licencié par le président de l'équipe, Pierre Pagé, qui prend sa place derrière le banc. Il dispute son premier match de LNH le 18 février 1992 contre les North Stars du Minnesota. Il patiente jusqu'à sa quatrième partie pour inscrire son premier but et sa première assistance chez les Sharks de San José le 25 février. Portant le numéro 17, Kamenski joue vingt-trois matchs cette année-là pour vingt-et-un points. Il effectue son meilleur match le 5 mars chez les Whalers de Hartford contre qui il compte cinq points (deux buts et trois aides). Les Nordiques terminent derniers de la conférence Wales et Joe Sakic est le meilleur pointeur de l'équipe.

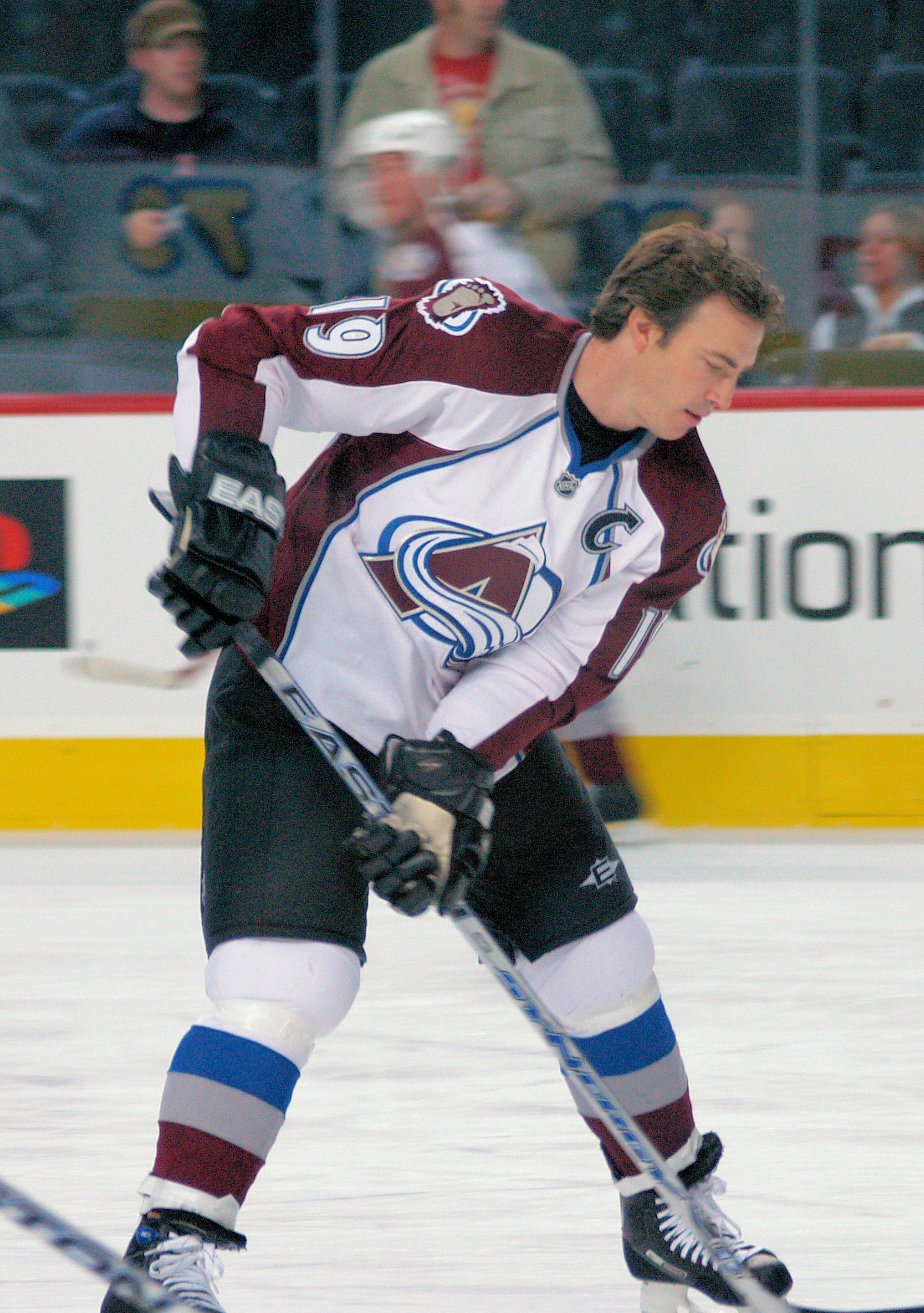
En 1991, Kamenski rejoint Joe Sakic et les Nordiques de Québec (Sakic est ici en photographie avec le maillot de l'Avalanche du Colorado).

Le 30 juin 1992, le premier choix du repêchage d'entrée 1991 Eric Lindros, qui refuse de jouer pour la franchise de Québec, est échangé aux Flyers de Philadelphie en retour de Peter Forsberg, Steve Duchesne, Kerry Huffman, Mike Ricci, Ron Hextall, le premier choix des Flyers au repêchage de 1993 (Jocelyn Thibault), 15 000 000 $ et des considérations futures (Chris Simon et le premier choix des Flyers au repêchage de 1994, Nolan Baumgartner). Les coéquipiers du capitaine Sakic terminent deuxièmes de la division Adams. Mats Sundin, Sakic, Duchesne, Ricci, Owen Nolan et le numéro 31, Kamenski, ont tous une moyenne de point par match supérieure à l'unité. Avec un total de 37 points, le russe joue seulement 32 rencontres de saison régulière puisqu'une fracture de la cheville l'éloigne du glaçon en fin d'année 1992. Le 5 mars 1993, il marque eux buts et trois assistances face aux Flyers. Lors des séries éliminatoires, les Nordiques s'inclinent au premier tour contre les Canadiens de Montréal 4 victoires à 2.
Cinquièmes de la Division Nord-Est, ils ne parviennent pas à conquérir la qualification pour les séries éliminatoires en 1993-1994. Kamenski termine troisième pointeur de l'équipe derrière Sundin et Sakic avec soixante-cinq points dont vingt-huit buts. Kamenski est ensuite sélectionné en équipe de Russie pour le championnat du monde 1994. L'équipe est sortie en quart de finale par les États-Unis 3-1. Kamenski est le meilleur passeur de la Sbornaïa avec cinq assistances et buteur avec autant de buts.
La saison 1994-1995 débute par un lock-out. Kamenski décide de partir jouer en Suisse. Il intègre l'effectif du HC Ambri-Piotta entraîné par son compatriote Aleksandr Iakouchev. Il joue douze parties dans la Ligue Nationale A marquant treize buts et dix-neuf points. En janvier, il retourne en Amérique du Nord porter le maillot numéro 13 des Nordiques. Le suédois Peter Forsberg fait ses débuts avec l'équipe. Entraînés par Marc Crawford, les « Fleursdelisés » remportent la conférence Est. Kamenski rend une fiche de trente en quarante rencontres. Les Nordiques s'inclinent 4 victoires à 2 au premier tour des séries éliminatoires contre les Rangers de New York. Le Russe ne joue que deux des six parties, ne marquant qu'une seule fois. Forsberg décroche le trophée Calder de la meilleure recrue de la saison et Crawford le trophée Jack-Adams du meilleur entraîneur.

### La Coupe Stanley

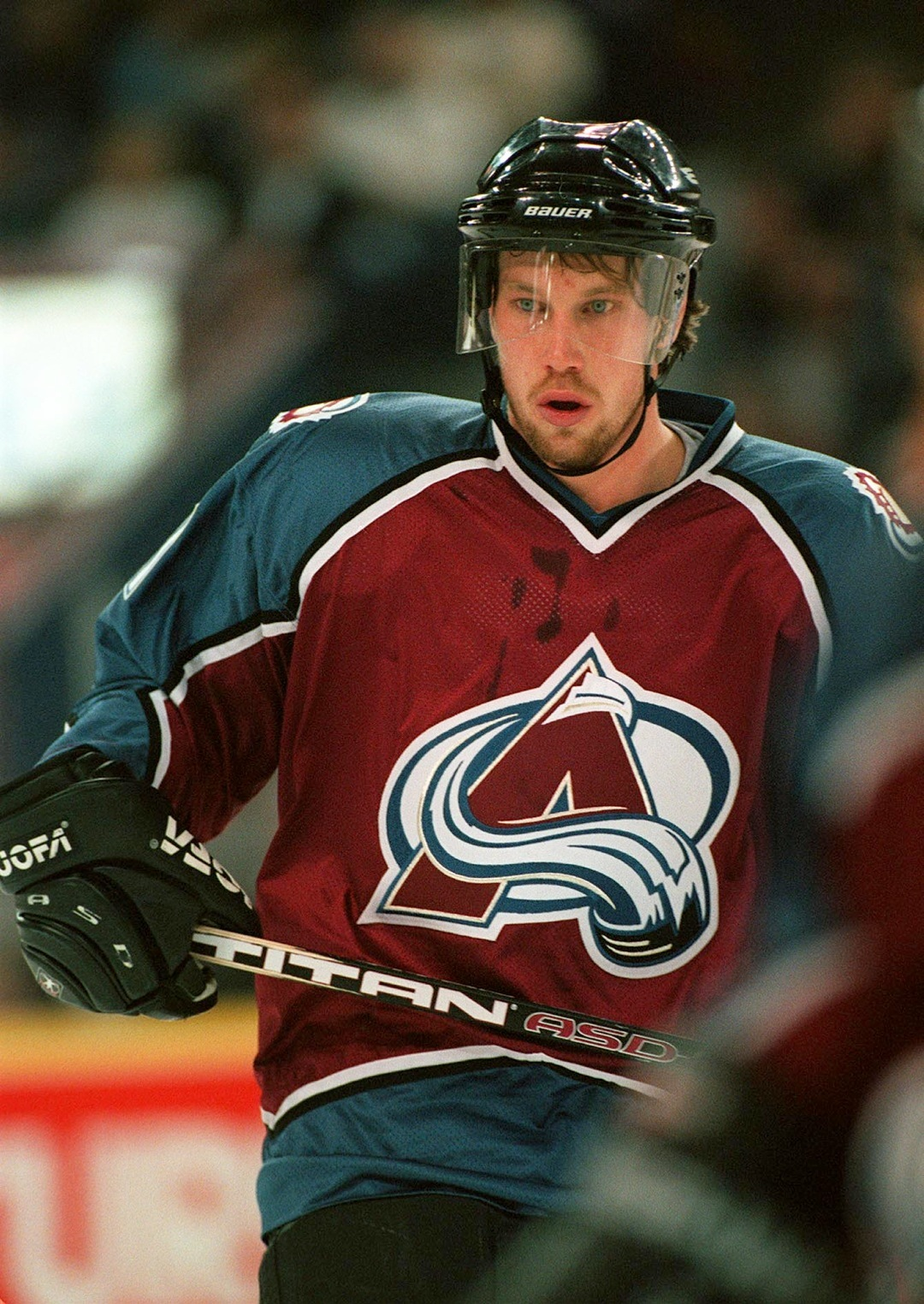
Peter Forsberg sous le maillot de l'Avalanche du Colorado.

En 1995, les Nordiques déménagent à Denver pour devenir l'Avalanche du Colorado. Kamenski est le premier buteur de l'histoire de l'Avalanche dans la LNH face aux Red Wings de Détroit. Le 5 décembre 1995, en plus d'une assistance, il marque son premier triplé dans la LNH face aux Sharks. Il est l'auteur d'un deuxième triplé le 20 mars 1996 chez les Kings de Los Angeles. L'Avalanche remporte la Division Pacifique. Avec 85 points dont 38 buts, Kamenski réalise la saison la plus prolifique de sa carrière avec quatre-vingt-cinq points. Il établit son record de but en saison régulière avec trente-huit, son meilleur total d'assistances avec quarante-sept, et un différentiel +/- de +14. Il est devancé par Sakic, 120 points dont 51 buts, et Forsberg, 116 points. Le Suédois joue sur une ligne composée de Kamenski et Claude Lemieux. Cette ligne reçoit le surnom de United Nations Line. Lors des séries éliminatoires de la Coupe Stanley, l'équipe élimine quatre victoires à deux les Canucks de Vancouver, les Blackhawks de Chicago de Ed Belfour. En finale de conférence, elle défait les Red Wings de Détroit de Chris Osgood premiers au bilan de la saison régulière. Elle reçoit le trophée Clarence-S.-Campbell. En finale, elle affronte les Panthers de la Floride. Les floridiens emmenés par Scott Mellanby sont impuissants face à la franchise du Colorado. Le défenseur allemand Uwe Krupp inscrit le but décisif lors de l'ultime manche. Les Panthers et leur gardien John Vanbiesbrouck s'inclinent quatre victoires à zéro et l'Avalanche remporte la Coupe Stanley. Le récipiendaire du trophée Conn-Smythe, Joe Sakic, marque trente-quatre points dont dix-huit buts. Il est suivi par Kamenski (vingt-deux points) et Forsberg auteurs de dix buts chacun. Kamenski, Forsberg et Alekseï Goussarov entrent ainsi dans l'histoire en devenant membre du Club Triple Or désignant les joueurs ayant remporté à la fois les Jeux olympiques, les championnats du monde et la Coupe Stanley.
Le 27 novembre 1996, lors d'un match de saison régulière contre les Rangers de New York, Ulf Samuelsson donne un coup de crosse dans le genou gauche du russe. Le numéro 13 se retourne, frappe et met KO le bagarreur suédois. En 1996-1997, les « Avs » remportent le Trophée des présidents de l'équipe ayant marqué le plus de points en saison régulière. Durant celle-ci, Kamenski inscrit un célèbre but à John Vanbiesbrouck, portier des Panthers de la Floride le 20 janvier 1997. Ce but, inscrit du revers en faisant un tour sur lui-même, est présent dans l'introduction du jeu NHL 98. Il marque son troisième triplé dans la LNH face aux Red Wings le 26 mars 1997. Il termine quatrième pointeur de l'équipe avec soixante-six points en soixante-huit parties derrière Sakic, Forsberg et Sandis Ozoliņš et troisième buteur après Adam Deadmarsh et Forsberg. Lors séries éliminatoires, l'équipe élimine les Blackhawks en six matchs lors de son quart de finale de conférence. Kamenski marque un triplé assorti d'une aide lors du cinquième match. Lors du sixième match, il ajoute un doublé de le but victorieux qui met fin à la série. L'Avalanche élimine les Oilers d'Edmonton en cinq rencontres. Puis, elle tombe quatre victoires à deux en finale de conférence Ouest contre les Red Wings de Détroit de Sergueï Fiodorov et Brendan Shanahan, futurs vainqueurs. Kamenski sert quatre assistances dans un match de la LNH lors de la cinquième rencontre de la série. Avec vingt-deux points, le Russe talonne à un point Claude Lemieux meilleur pointeur de l'équipe dans ces séries.
En 1997-1998, les performances du numéro 13 de l'Avalanche lui permettent de participer au Match des étoiles de la LNH. Le 3 janvier 1998, il délivre les siens avec un triplé face aux Penguins de Pittsburgh. Kamenski, à nouveau à soixante-six points, est le deuxième pointeur après Forberg de la franchise de Denver qui prend la deuxième place de la conférence Ouest. Ils sont opposés au septième de la conférence en quart-de-finale, les Oilers. Après avoir mené trois victoires à une, l'Avalanche s'incline finalement en sept manches contre les coéquipiers de Doug Weight. Les « Avs » inscrivent un seul but à Curtis Joseph lors des trois dernières rencontres. En sept matchs, le Russe marque cinq points. En juin, Bob Hartley remplace Crawford à la tête de l'équipe.
Avec la Russie, il est convié durant l'hiver pour participer aux Jeux olympiques de 1998 à Nagano. La première ligne d'attaque composée par l'entraîneur Vladimir Iourzinov est composé de Pavel Boure, Alekseï Jamnov et Kamenski. Premiers de leur groupe, les russes battent la Biélorussie en quart de finale, puis la Finlande 7-4 en demi-finale avec un quintuplé de Pavel Boure. L'équipe décroche finalement la médaille d'argent après s'être inclinée en finale contre les Tchèques et leur gardien Dominik Hašek. Petr Svoboda inscrit l'unique but de la rencontre dans le troisième tiers-temps.
En 1998-1999, l'Avalanche termine en tête de la division Nord-Ouest. Son cinquième et dernier match à trois buts dans la LNH se déroule le 6 novembre 1998 chez les Oilers d'Edmonton lorsqu'il marque quatre points. Kamenski ne dispute que soixante-cinq matchs pour quarante-quatre points. En effet, le 14 mars 1999, lors d'un match contre les Red Wings, Kirk Maltby donne délibérément un coup de crosse à Kamenski et lui fracture l'avant-bras. Maltby a été suspendu quatre matchs. Les partenaires de Patrick Roy écartent les Sharks de San José en six matchs puis les Red Wings sur le même score. Kamenski fait son retour lors du troisième match de la série. Mais en finale de conférence, l'aventure est stoppée par les Stars de Dallas lors du septième match décisif. Les équipiers de Mike Modano remportent la Coupe Stanley.

### Le déclin
Devenu agent libre à l'intersaison, il s'engage le 6 juillet 1999, avec les Rangers de New York pour un contrat estimé à 21 millions de dollars pour cinq ans soit environ 4,5 millions de dollars par an. Le 20 septembre 1999, Kamenski se bagarre en match de pré-saison contre Scott Niedermayer des Devils du New Jersey pour ce qui reste son unique combat en Amérique du Nord en dehors du coup de poing sur Samuelsson. Dès le premier match de la saison, Roman Hamrlík des Oilers d'Edmonton le blesse à nouveau au bras. À son retour de blessure, l'entraîneur John Muckler l'aligne avec le centre Alexandre Daigle et John MacLean. Les Rangers terminent la saison à la onzième place de la conférence Est et ne se qualifient pas pour les séries éliminatoires. Kamenski marque treize buts et ajoute dix-neuf assistances en cinquante-huit affrontements.
Lors du championnat du monde 2000, la dernière compétition en sélection pour Kamenski, l'équipe dirigée par Aleksandr Iakouchev termine troisième du groupe D derrière les États-Unis et la Suisse et devant la France. En deuxième phase, elle se classe dernière de la poule E avec une seule victoire contre la Suède. La Russie prend la onzième place de la compétition, la plus mauvaise de son histoire. Le compteur du joueur des Rangers reste vierge pendant cette épreuve. Il s'agit de sa dernière compétition internationale. Il a disputé vingt-huit parties officielles - hors matchs amicaux - avec la sélection russe y inscrivant vingt-quatre points.
Blessé au rein, Kamenski est de nouveau handicapé durant la première moitié de la saison 2000-2001. À son retour, ses performances sont critiquées du fait d'un travail défensif insuffisant et sa production offensive parfois décevante. L'entraîneur Ron Low n'hésite pas à le changer de ligne et le mettre en concurrence avec des joueurs plus jeunes comme Michal Grošek. Dixième de la conférence est, les coéquipiers du capitaine Mark Messier ne participent pas aux séries. En soixante-cinq matchs, Kamenski affiche un total de trente-quatre points.

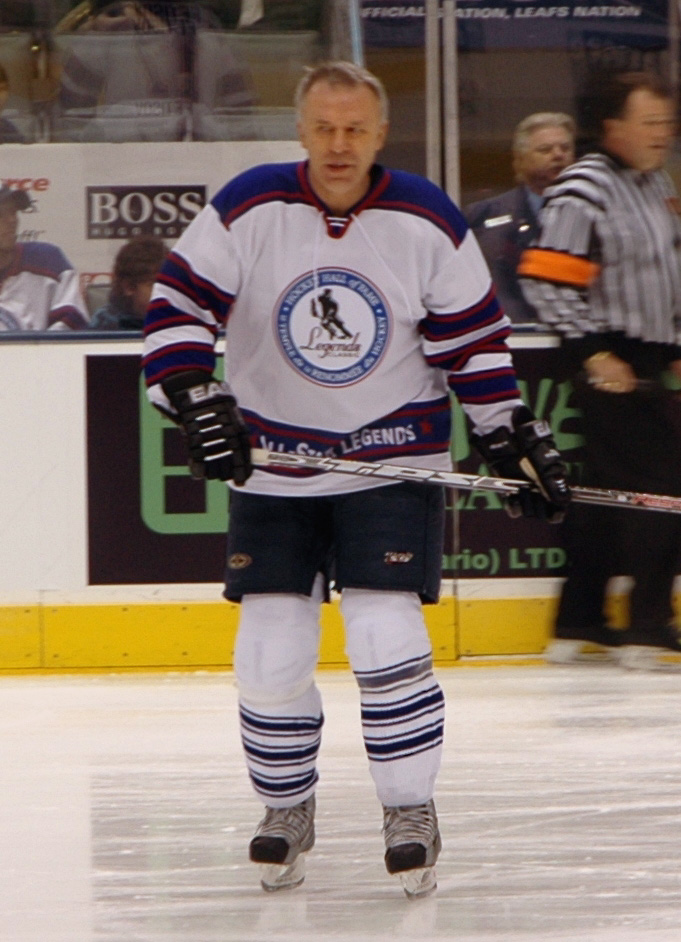
Viatcheslav Fetissov, coéquipier puis entraîneur de Kamenski.

Le 3 juillet 2001, il signe un contrat d'un an avec les Stars de Dallas. Kamenski utilisé dans un rôle défensif par l'entraîneur Ken Hitchcock vit une période difficile avec les Stars. Il est échangé aux Devils du New Jersey en retour d'Andre Lakos et de considérations futures le 16 janvier 2002. Avec huit points en six matchs, la production offensive de Kamenski retrouve un second souffle sous les ordres de Larry Robinson et ses assistants Viatcheslav Fetissov et Jay Leach. Faute de résultats, le trio est démis de ses fonctions quinze jours plus tard et est remplacé par Kevin Constantine. Kamenski est de nouveau cantonné à un rôle d'attaquant défensif. Pour sa onzième saison dans la LNH, Kamenski affiche ses plus faibles statistiques en saison régulière avec sept buts et quatorze assistances pour vingt-et-un points en cinquante-quatre rencontres. Troisième de la division Atlantique, les coéquipiers de Scott Stevens sont défaits quatre victoires à deux au premier tour des séries contre les Hurricanes de la Caroline. Le Russe dispute deux des six oppositions.
En 2002, Kamenski, usé mentalement, prend une année sabbatique pour se reposer à 36 ans. Sa carrière dans la LNH est terminée. Il y dispute sept-cent-trois matchs pour cinq-cent-soixante-et-un points en comptant les séries éliminatoires. Il passe la barre des deux cents buts et celle des trois cents assistances.

### Retour au Khimik
En décembre 2003, il signe dans son club formateur du Khimik Voskresensk. Il retrouve Guerman Titov avec qui il avait débuté dans l'équipe en 1982. Le Khimik, qui a été promu la saison présente, termine douzième de la Superliga. En vingt-trois matchs, Kamenski marque quatorze points.
La saison suivante, il prolonge son contrat avec l'équipe. Assistant du capitaine Titov, il termine meilleur pointeur de l'équipe avec trente-six points devant Sergueï Bryline et Viatcheslav Kozlov. Le Khimik conclut la saison à la neuvième place, la première non qualificative pour les séries éliminatoires. Il est aussi le meilleur buteur avec dix-sept réalisations, alors que seuls deux de ses coéquipiers dépassent la dizaine de buts. Il met un terme à sa carrière en 2005.

### Après carrière
Il reste impliqué dans le hockey sur glace et devient président de la commission de discipline de la Ligue continentale de hockey. Le 26 octobre 2013, il est nommé président de l'Atlant Mytichtchi.

## Trophées et honneurs personnels

### Championnat d'URSS
- 1984 : médaille de bronze avec le Khimik Voskressensk.
- 1986, 1987, 1988, 1989, 1990 : champion avec le CSKA Moscou.
- 1988 : nommé dans la meilleure ligne (Khomoutov - Bykov - Kamenski).
- 1990 : nommé dans la meilleure ligne (Khomoutov - Bykov - Kamenski).
- 1991 : nommé dans la meilleure ligne (Boure - Boutsaïev - Kamenski).
- 1990 : nommé dans l'équipe type.
- 1991 : nommé meilleur joueur.
- 1991 : nommé dans l'équipe type.

### Coupe d'URSS
- 1988 : champion avec le CSKA Moscou.

### Coupe d'Europe
- 1986, 1987, 1988, 1989, 1990 : champion avec le CSKA Moscou.
- 1987 : nommé meilleur attaquant.

### Ligue nationale de hockey
- 1996 : remporte le trophée Clarence-S.-Campbell avec l'Avalanche du Colorado.
- 1996 : remporte la coupe Stanley avec l'Avalanche du Colorado.
- 1997 : remporte le Trophée des présidents avec l'Avalanche du Colorado.
- 1998 : participe au quarante-huitième Match des étoiles.

### Superliga
- 2004-2005 : nommé meilleur vétéran.

### Championnat d'Europe junior
- 1984 : remporte la médaille d'or avec l'URSS.

### Championnat du monde junior
- 1985 : remporte la médaille de bronze avec l'URSS.
- 1986 : nommé dans la seconde équipe-type.
- 1986 : remporte la médaille d'or avec l'URSS.

### Coupe Canada
- 1987 : remporte la médaille d'argent avec l'URSS.

### Championnat du monde
- 1986, 1989, 1990 : remporte la médaille d'or avec l'URSS.
- 1987 : remporte la médaille d'argent avec l'URSS.
- 1990 : nommé dans la seconde équipe-type.
- 1991 : remporte la médaille de bronze avec l'URSS.
- 1991 : nommé dans l'équipe-type.
- 1991 : nommé meilleur joueur.

### Jeux olympiques
- 1988 : remporte la médaille d'or avec l'URSS.
- 1998 : remporte la médaille d'argent avec la Russie.

### Club Triple Or
- 1996 : devient membre.

## Statistiques

### Statistiques en club
| Saison     | Équipe                | Ligue      |     | Saison régulière | Saison régulière | Saison régulière | Saison régulière | Saison régulière | Saison régulière |    | Séries éliminatoires | Séries éliminatoires | Séries éliminatoires | Séries éliminatoires | Séries éliminatoires | Séries éliminatoires |
| Saison     | Équipe                | Ligue      | PJ  | B                | A                | Pts              | +/-              | Pun              | PJ               | B  | A                    | Pts                  | +/-                  | Pun                  |                      |                      |
| 1982-1983  | Khimik Voskressensk   | URSS       | 5   | 0                | 0                | 0                |                  | 0                |                  |    |                      |                      |                      |                      |                      |                      |
| 1983-1984  | Khimik Voskressensk   | URSS       | 20  | 2                | 2                | 4                |                  | 6                |                  |    |                      |                      |                      |                      |                      |                      |
| 1984-1985  | Khimik Voskressensk   | URSS       | 45  | 9                | 3                | 12               |                  | 24               |                  |    |                      |                      |                      |                      |                      |                      |
| 1985-1986  | CSKA Moscou           | URSS       | 40  | 15               | 9                | 24               |                  | 8                |                  |    |                      |                      |                      |                      |                      |                      |
| 1986-1987  | CSKA Moscou           | URSS       | 37  | 13               | 8                | 21               |                  | 16               |                  |    |                      |                      |                      |                      |                      |                      |
| 1987-1988  | CSKA Moscou           | URSS       | 51  | 26               | 20               | 46               |                  | 40               |                  |    |                      |                      |                      |                      |                      |                      |
| 1988-1989  | CSKA Moscou           | URSS       | 40  | 18               | 10               | 28               |                  | 30               |                  |    |                      |                      |                      |                      |                      |                      |
| 1989-1990  | CSKA Moscou           | URSS       | 45  | 19               | 18               | 37               |                  | 38               |                  |    |                      |                      |                      |                      |                      |                      |
| 1990-1991  | CSKA Moscou           | URSS       | 46  | 20               | 26               | 46               |                  | 66               |                  |    |                      |                      |                      |                      |                      |                      |
| 1991-1992  | Nordiques de Québec   | LNH        | 23  | 7                | 14               | 21               | -1               | 14               |                  |    |                      |                      |                      |                      |                      |                      |
| 1992-1993  | Nordiques de Québec   | LNH        | 32  | 15               | 22               | 37               | +13              | 14               | 6                | 0  | 1                    | 1                    | -1                   | 6                    |                      |                      |
| 1993-1994  | Nordiques de Québec   | LNH        | 76  | 28               | 37               | 65               | +12              | 42               |                  |    |                      |                      |                      |                      |                      |                      |
| 1994-1995  | HC Ambri-Piotta       | LNA        | 12  | 13               | 6                | 19               |                  | 2                |                  |    |                      |                      |                      |                      |                      |                      |
| 1994-1995  | Nordiques de Québec   | LNH        | 40  | 10               | 20               | 30               | +3               | 22               | 2                | 1  | 0                    | 1                    | 0                    | 0                    |                      |                      |
| 1995-1996  | Avalanche du Colorado | LNH        | 81  | 38               | 47               | 85               | +14              | 85               | 22               | 10 | 12                   | 22                   | +11                  | 28                   |                      |                      |
| 1996-1997  | Avalanche du Colorado | LNH        | 68  | 28               | 38               | 66               | +5               | 38               | 17               | 8  | 14                   | 22                   | -1                   | 16                   |                      |                      |
| 1997-1998  | Avalanche du Colorado | LNH        | 75  | 26               | 40               | 66               | -2               | 60               | 7                | 2  | 3                    | 5                    | +1                   | 18                   |                      |                      |
| 1998-1999  | Avalanche du Colorado | LNH        | 65  | 14               | 30               | 44               | +1               | 28               | 10               | 4  | 5                    | 9                    | +5                   | 4                    |                      |                      |
| 1999-2000  | Rangers de New York   | LNH        | 58  | 13               | 19               | 32               | -13              | 24               |                  |    |                      |                      |                      |                      |                      |                      |
| 2000-2001  | Rangers de New York   | LNH        | 65  | 14               | 20               | 34               | -18              | 36               |                  |    |                      |                      |                      |                      |                      |                      |
| 2001-2002  | Stars de Dallas       | LNH        | 24  | 3                | 6                | 9                | +3               | 2                |                  |    |                      |                      |                      |                      |                      |                      |
| 2001-2002  | Devils du New Jersey  | LNH        | 30  | 4                | 8                | 12               | -2               | 18               | 2                | 0  | 0                    | 0                    | 0                    | 0                    |                      |                      |
| 2003-2004  | Khimik Voskrsesensk   | Superliga  | 23  | 5                | 10               | 15               | +4               | 54               |                  |    |                      |                      |                      |                      |                      |                      |
| 2004-2005  | Khimik Voskressensk   | Superliga  | 57  | 17               | 18               | 35               | +3               | 59               |                  |    |                      |                      |                      |                      |                      |                      |
| Totaux LNH | Totaux LNH            | Totaux LNH | 637 | 200              | 301              | 501              | +15              | 383              | 66               | 25 | 35                   | 60                   | +15                  | 72                   |                      |                      |

### Statistiques en équipe nationale
| Année | Sélection   | Évènement                   |    | PJ | B | A  | Pts | +/- | Pun                |  | Résultat |
| 1984  | URSS junior | Championnat d'Europe junior | 5  | 1  | 3 | 4  |     | 0   | Médaille d'or      |  |          |
| 1985  | URSS junior | Championnat du monde junior | 7  | 2  | 2 | 4  |     | 8   | Médaille de bronze |  |          |
| 1986  | URSS junior | Championnat du monde junior | 7  | 7  | 6 | 13 |     | 6   | Médaille d'or      |  |          |
| 1986  | URSS        | Championnat du monde        | 9  | 2  | 0 | 2  |     | 8   | Médaille d'or      |  |          |
| 1987  | URSS        | Coupe Canada                | 9  | 6  | 1 | 7  |     | 6   | Médaille d'argent  |  |          |
| 1987  | URSS        | Championnat du monde        | 10 | 5  | 3 | 8  |     | 6   | Médaille d'argent  |  |          |
| 1988  | URSS        | Jeux olympiques             | 8  | 4  | 2 | 6  | +5  | 4   | Médaille d'or      |  |          |
| 1989  | URSS        | Championnat du monde        | 10 | 4  | 4 | 8  | +11 | 8   | Médaille d'or      |  |          |
| 1990  | URSS        | Championnat du monde        | 10 | 7  | 2 | 9  |     | 20  | Médaille d'or      |  |          |
| 1991  | URSS        | Championnat du monde        | 10 | 6  | 5 | 11 |     | 10  | Médaille de bronze |  |          |
| 1994  | Russie      | Championnat du monde        | 6  | 5  | 5 | 10 |     | 12  | Cinquième place    |  |          |
| 1998  | Russie      | Jeux olympiques             | 6  | 1  | 2 | 3  |     | 0   | Médaille d'argent  |  |          |
| 2000  | Russie      | Championnat du monde        | 6  | 0  | 0 | 0  | +1  | 10  | Onzième place      |  |          |

## Vie privée

### Sa famille
Son fils Viktor né en 1989, a joué au hockey sur glace en junior aux États-Unis. En 2011, il participe au camp de développement des Rangers de New York.
Kamenski a également eu une fille avec sa femme Natacha, Polina, née en 1999.

### La mafia russe
En 1999, la presse déclare que Kamenski a permis l'entrée d'un membre de la mafia russe au Canada. Il aurait demandé au copopriétaire des Nordiques de Québec Marcel Aubut de lui obtenir un passeport pour Viatcheslav Sliva présenté comme un ami. Kamenski a démenti tout contact avec la mafia.